# Corps à corps, journal de SIDA
Corps à corps, journal de SIDA est une œuvre d’Alain Emmanuel Dreuilhe parue en 1987 aux éditions Gallimard. L’auteur décrit l’avancée de la maladie, le sida, dont il est atteint. Il utilise le champ lexical de la guerre et évoque les combats du XXe siècle.
Ecrit au début des années sida, c’est l’un des premiers ouvrages qui relate de façon intime les étapes de cette maladie et la lutte contre la mort. 

## Citations
- Dans mon univers délirant, l’écriture n’est pas seulement une thérapie mais une pratique magique.
- Quand je serai Berlin en mai 1945, il sera peut-être temps que je nous empoisonne, le SIDA et moi, dans son bunker.